# Jakov Modestovič Gakkel'
Jakov Modestovič Gakkel' (in russo Яков Модестович Гаккель?; Irkutsk, 30 aprile 1874 – 12 dicembre 1945) è stato un ingegnere e scienziato russo.

## Biografia
Studiò presso l'Università elettrotecnica di San Pietroburgo. Venne arrestato nel 1896 per attività rivoluzionarie per le quali fu imprigionato per diversi mesi. Dopo il rilascio gli venne concesso di laurearsi prima di essere esiliato in Siberia, dove lavorò presso le miniere d'oro nei pressi di Bodajbo.
Durante la sua permanenza partecipò alla costruzione di impianti impianti idroelettrici e al collegamento della miniera con una delle prime linee ad alta tensione.
Ritornato dall'esilio nel 1903 divenne docente presso l'università elettrotecnica di San Pietroburgo e collaborò alla costruzione della rete tranviaria di San Pietroburgo.